# Psychotria daguensis
Psychotria daguensis är en måreväxtart som beskrevs av Paul Carpenter Standley. Psychotria daguensis ingår i släktet Psychotria och familjen måreväxter. Inga underarter finns listade i Catalogue of Life.